# Sympherobius insulanus
Sympherobius insulanus is een insect uit de familie van de bruine gaasvliegen (Hemerobiidae), die tot de orde netvleugeligen (Neuroptera) behoort. 
Sympherobius insulanus is voor het eerst wetenschappelijk beschreven door Banks in 1938.